# Kalhuhandhihuraa
Kalhuhandhihuraa est une petite île inhabitée des Maldives. L'île est désormais largement dégradée et se limite à un banc de sable.

## Géographie
Kalhuhandhihuraa est située dans le centre des Maldives, à l'Ouest de l'atoll Ari, dans la subdivision de Alif Dhaal.